# 斯皮亚纳扎广场
斯皮亚纳扎广场 (希臘語：Σπιανάδα,Spianada,"滨海)是希腊科孚市的一个大型广场和旅游目的地。它是希腊最大的广场，位于科孚市的旧堡垒前面，建于拿破仑战争时期法国占领爱奥尼亚群岛和科孚期间。

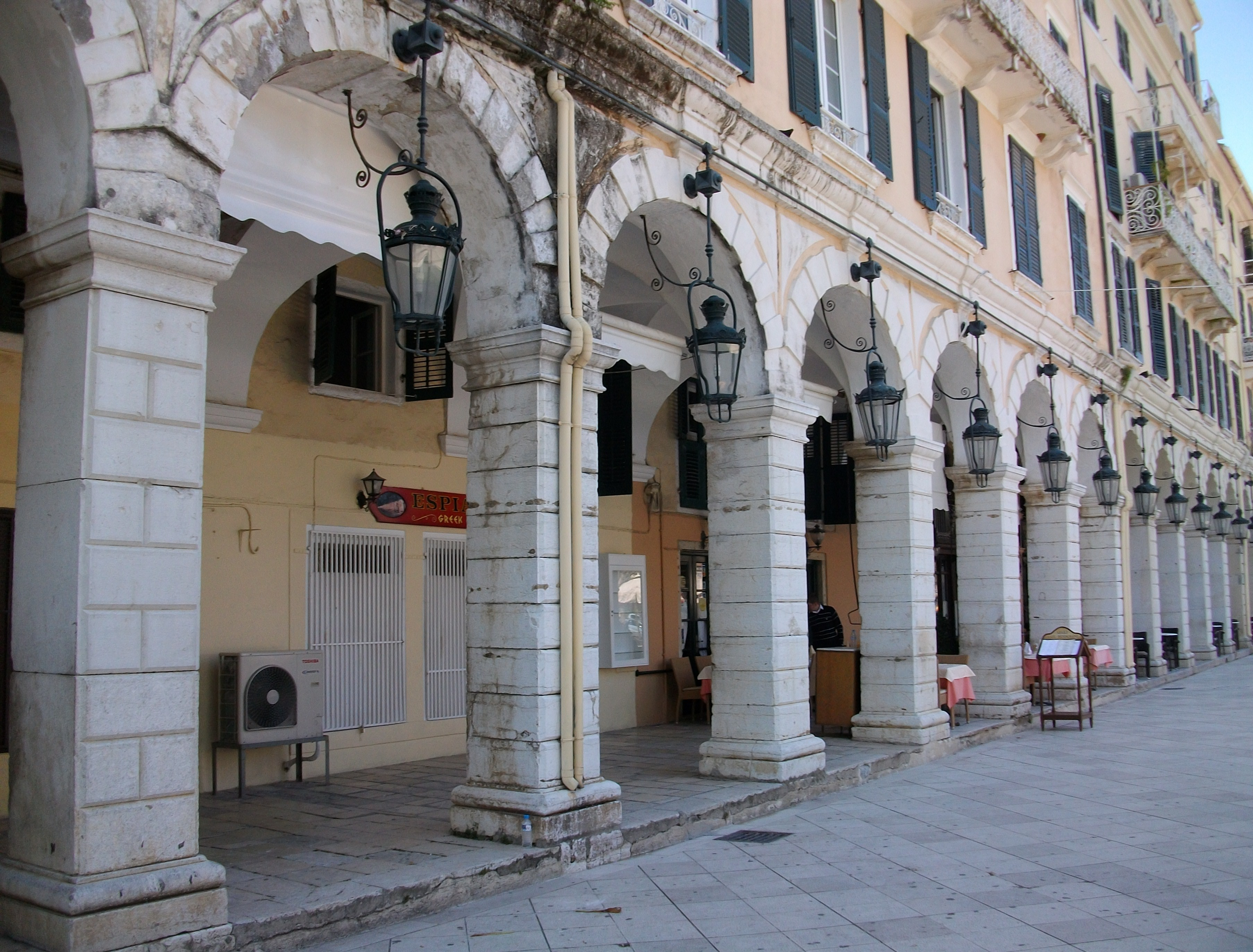
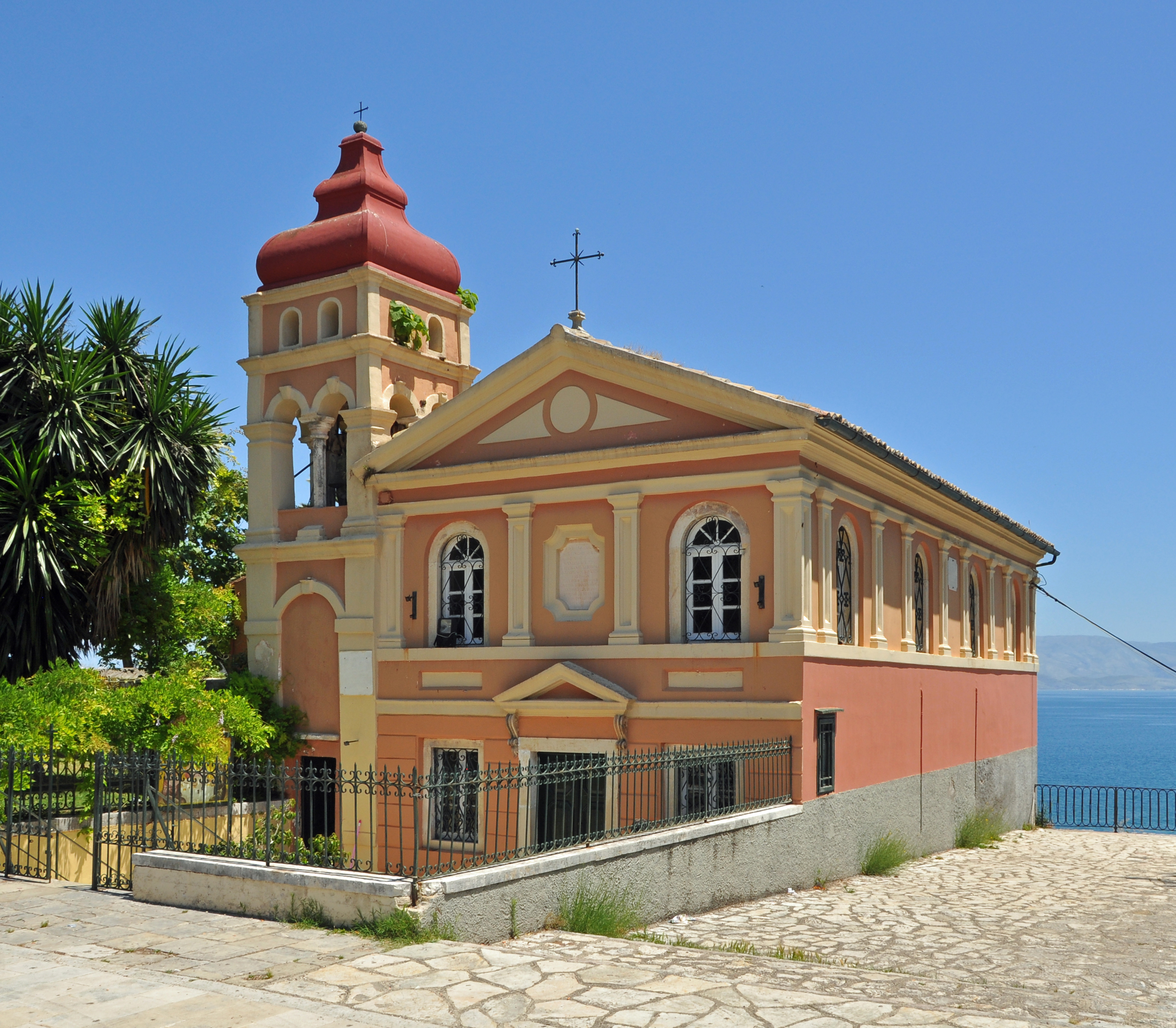
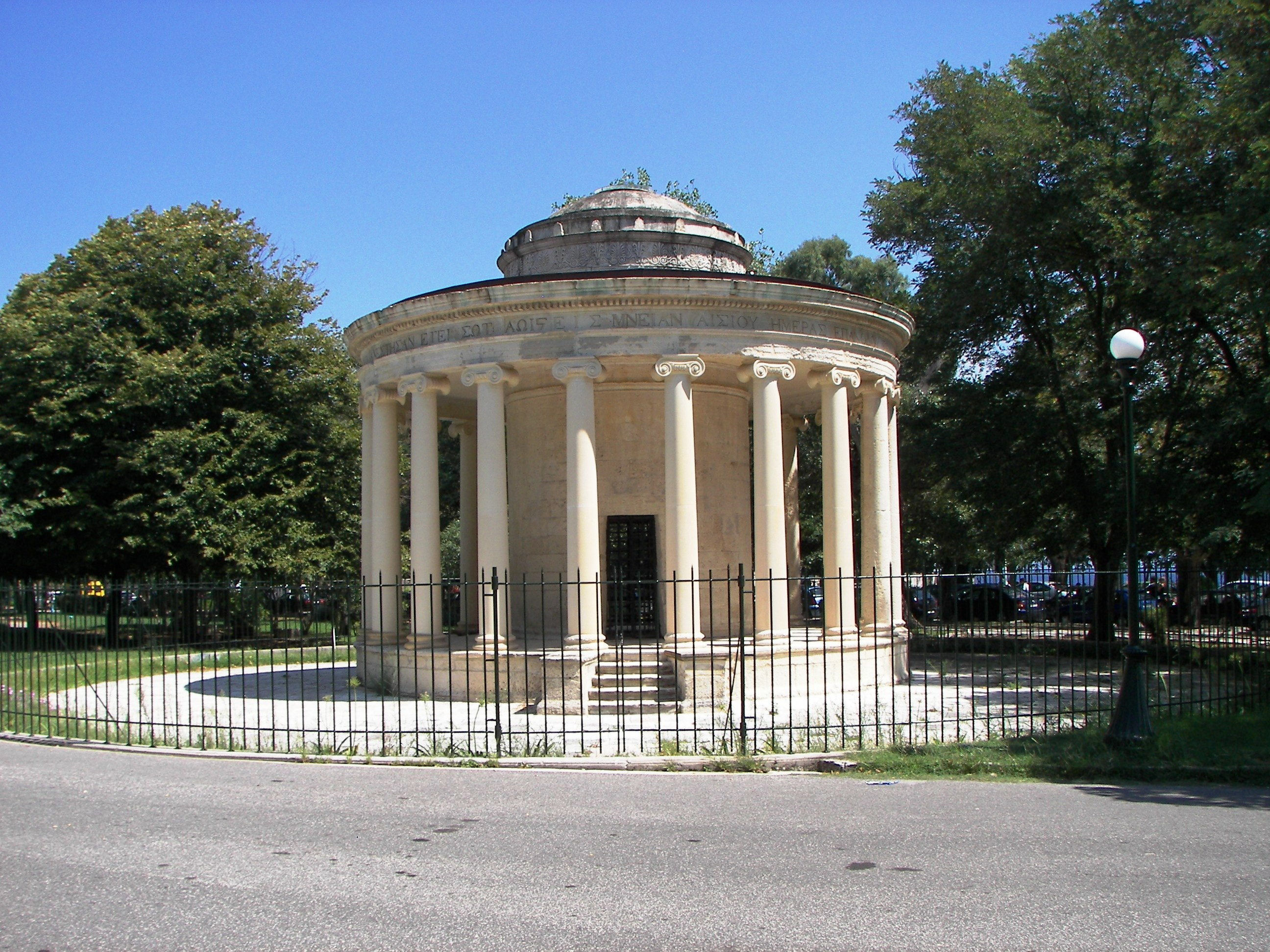
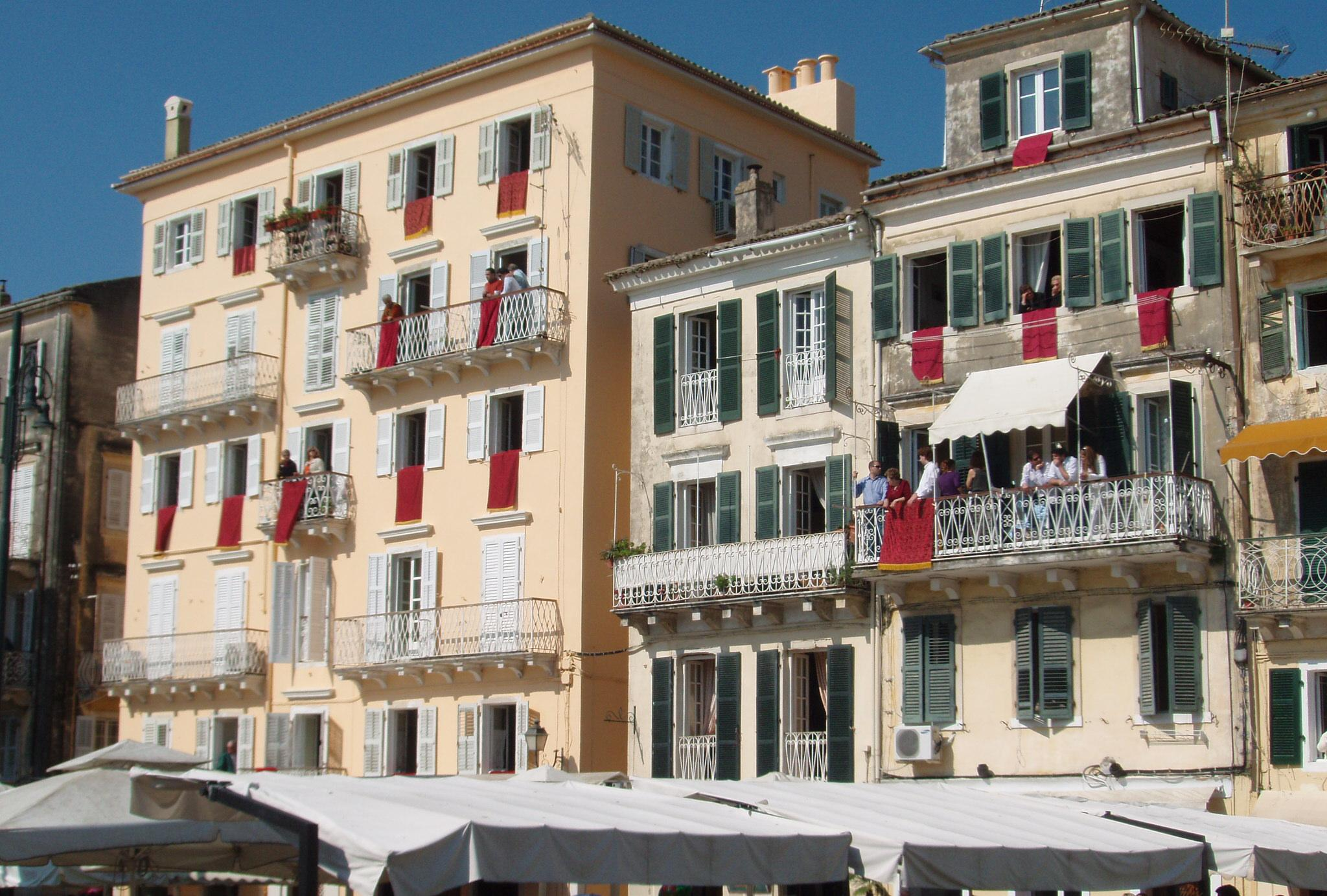
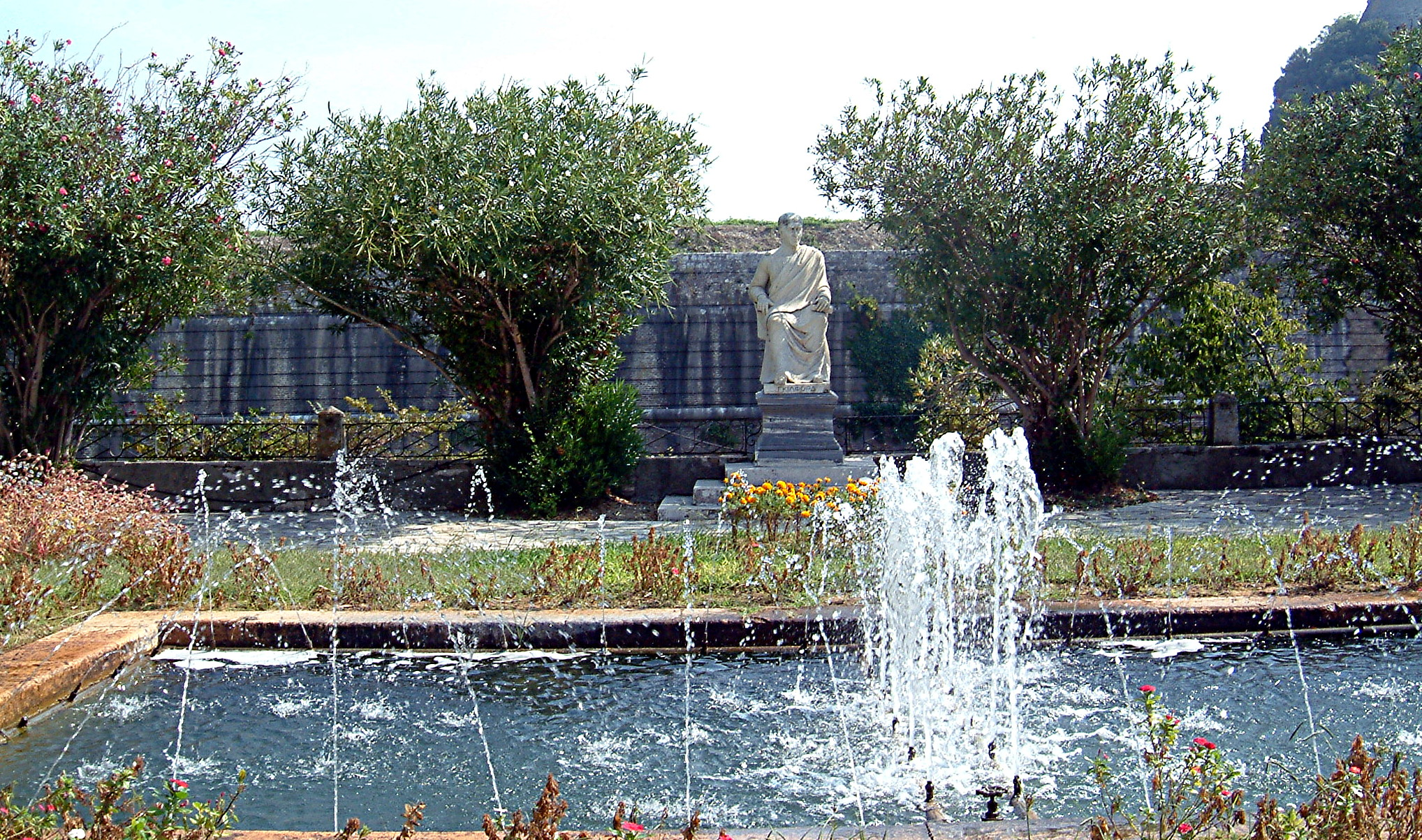

这是科孚市最核心，最热门的地点之一。